# Rosslare Strand
Rosslare Strand o semplicemente Rosslare (in irlandese: Ros Láir che significa "penisola di mezzo") è una cittadina nella contea di Wexford, in Irlanda.

Il nome Rosslare Strand viene utilizzato per distinguerla dalla vicina comunità di Rosslare Harbour, sede del Rosslare Europort.